# الآثار الموجودة بالربوة شمتو
 الآثار الموجودة بالربوة شمتو  هو معلم أثري تونسي مصنف من قبل المعهد الوطني للتراث يقع في  ولاية جندوبة في الجنوب الغربي التونسي، تحديدا في مدينة شمتو تم تصنيف المعلم في يوم 25 مارس 1892.